# Зенденгорст
Зенденгорст (нім. Sendenhorst) — місто в Німеччині, знаходиться в землі Північний Рейн-Вестфалія. Підпорядковується адміністративному округу Мюнстер. Входить до складу району Варендорф.
Площа — 96,66 км2. Населення становить 13 289 ос. (станом на 31 грудня 2020).